# Heiner Hesse
Hans Heinrich „Heiner“ Hesse (* 1. März 1909 in Basel; † 7. April 2003 in Arcegno) war ein Schweizer Dekorateur, Illustrator und Nachlassverwalter seines Vaters Hermann Hesse.

## Leben und Werk
Heiner Hesse wurde am 1. März 1909 als zweiter Sohn von Hermann Hesse und dessen erster Ehefrau, der Basler Fotografin Maria Bernoulli, in Basel geboren. Seine Brüder waren der Maler Bruno und der Fotograf Martin Hesse.
Er verbrachte seine frühe Kindheit am Bodensee und die Schulzeit in Bern sowie im Landschulheim Kefikon bei Frauenfeld, wo er 1926 die Matura bestand. Nach dem Besuch der Kunstgewerbeschule Zürich arbeitete er bis in die 1960er Jahre als Dekorateur und gelegentlich auch als Buchillustrator in Zürich.
1941 heiratete er Isa Rabinovitch. Zusammen hatten sie drei Kinder: Silver Hesse (1942),  Eva Hesse (1943), David Hesse (1954). 1976 trennte sich das Ehepaar. Ab 1977 lebte Heiner Hesse im «Mulino del Brumo», der zwischen Arcegno und Ronco liegt.
Als Mitglied der Roten Hilfe engagierte sich Hesse nicht nur während des Zweiten Weltkriegs für Emigranten und politisch Verfolgte, sondern lebenslang auch für Institutionen wie Longo maï, Greenpeace und Amnesty International.
Hesse übernahm 1966 nach dem Tod von Ninon Hesse, der dritten Ehefrau seines Vaters, die Verwaltung des literarischen und bildnerischen Nachlasses von Hermann Hesse. Die letzten 35 Jahre seines Lebens, bis kurz vor seinem Tod, hat er in Zusammenarbeit mit dem Suhrkamp Verlag nicht nur Zehntausende der in aller Welt verstreuten Briefe, Tausende der in 60 Zeitungen und Zeitschriften veröffentlichten Buchbesprechungen und etwa 2000 Aquarelle seines Vaters ausfindig gemacht und der Öffentlichkeit erschlossen, sondern sich auch für die Realisierung der ersten Gesamtausgabe der Werke Hermann Hesses eingesetzt. Auch das Hesse-Museum in Montagnola, für dessen Zustandekommen er ab Anfang der 1990er Jahre gekämpft hatte, ist nicht zuletzt seinem persönlichen Einsatz zu verdanken.
Heiner Hesse starb am 7. April 2003 im Alter von 94 Jahren in Arcegno.